# Elucidário nobiliárquico
Elucidário nobiliárquico : revista de história e de arte foi fundado em 1928 tendo como diretor Afonso de Dornelas, o qual pretendeu com esta publicação criar uma "instituição de estudo" visando o aperfeiçoamento dos conhecimentos sobre a heráldica de domínio, de família e de corporação. Mais tarde, o mesmo diretor (juntamente com o Conde de São Payo e Augusto Cardoso Pinto) lança Armas e troféus.